# Польща на зимових Олімпійських іграх 1988
Польща на зимових Олімпійських іграх 1988 у Калгарі, Альберта, Канада була представлена 32 спортсменами (28 чол., 4 жін.) у 6 видах спорту.

## Гірськолижний спорт
| Спортсмен           | Дисципліна                 | Спуск 1 | Спуск 2 | Загалом | Загалом |
| Спортсмен           | Дисципліна                 | Час     | Час     | Час     | Місце   |
| ------------------- | -------------------------- | ------- | ------- | ------- | ------- |
| Катажина Шафранська | Гігантський слалом (жінки) | 1:03.33 | 1:09.50 | 2:12.83 | 16      |
| Катажина Шафранська | Слалом (жінки)             | 52.15   | 52.06   | 1:44.21 | 17      |

## Фігурне катання
Чоловіки
| Спортсмен           | CF | SP | FS | TFP  | Місце |
| ------------------- | -- | -- | -- | ---- | ----- |
| Гжегож Філіповський | 7  | 4  | 5  | 10.8 | 5     |

Танці на льоду
| Спортсмени                      | CD | OD | FD | TFP  | Місце |
| ------------------------------- | -- | -- | -- | ---- | ----- |
| Хороната Горна Анджей Достатній | 17 | 17 | 17 | 34.0 | 17    |

## Хокей із шайбою

### Група А
Три найкращих команди проходять до медального раунду
|           | Pld | W | L | T | GF | GA | Pts |
| --------- | --- | - | - | - | -- | -- | --- |
| Фінляндія | 5   | 3 | 1 | 1 | 22 | 8  | 7   |
| Швеція    | 5   | 2 | 0 | 3 | 23 | 10 | 7   |
| Канада    | 5   | 3 | 1 | 1 | 17 | 12 | 7   |
| Швейцарія | 5   | 3 | 2 | 0 | 19 | 10 | 6   |
| Польща    | 5   | 1 | 3 | 1 | 9  | 13 | 3   |
| Франція   | 5   | 0 | 5 | 0 | 10 | 47 | 0   |

- Канада 1-0 Польща
- Швеція 1-1 Польща
- Польща 6-2 Франція*
- Швейцарія 4-1 Польща
- Фінляндія 5-1 Польща

* Польська команда була позбавлена своєї перемоги після того, як тести на тестерон на Ярославі Моравєцькому показали позитивний результат. Франція отримала перемогу, але не отримала жодних очок у заліку.

### Гра за 9-те місце
| Команда 1 | Рахунок | Команда 2 |
| --------- | ------- | --------- |
| Австрія   | 3–2     | Польща    |

|  | Склад команди Анджей Ганіш Габріель Самолей Франчишек Кукла Роберт Шопінський Марек Холева Генрик Грут Анджей Кондзьолка Єжи Потц Анджей Швьонтек Яцек Шопінський Януш Адамець Роман Стеблецький Єжи Хріст Мірослав Копія Лешек Яхна Марек Стебніцький Пйотр Квашигрох Іренеуш Пацула Кшистоф Подшадло Кристіан Сікорський Ян Стопчик Ярослав Маровєцький |

## Лижне двоборство
Чоловіки
Дисципліни:
- стрибки з трампліна, нормальний трамплін (найкращі два з трьох стрибків.)
- біг на лижах, 15 км (початок затримки, виходячи з результатів стрибки на лижах).

| Спортсмен    | Дисципліна    | Стрибки з трампліна | Стрибки з трампліна | Біг на лижах | Біг на лижах | Загалом | Загалом |
| Спортсмен    | Дисципліна    | Бали                | Місце               | Старт        | Час          | Бали    | Місце   |
| ------------ | ------------- | ------------------- | ------------------- | ------------ | ------------ | ------- | ------- |
| Тадеуш Бафія | Індивідуальне | 211.3               | 8                   | 1:54.7       | 43:00.0      | 400.355 | 18      |

## Стрибки з трампліна
| Спортсмен  | Дисципліна          | Стрибок 1 | Стрибок 1 | Стрибок 2 | Стрибок 2 | Загалом | Загалом |
| Спортсмен  | Дисципліна          | Відстань  | Бали      | Відстань  | Бали      | Бали    | Місце   |
| ---------- | ------------------- | --------- | --------- | --------- | --------- | ------- | ------- |
| Ян Коваль  | Нормальний трамплін | 79.0      | 90.5      | 77.0      | 83.8      | 174.3   | 34      |
| Пйотр Фіяс | Нормальний трамплін | 84.5      | 102.3     | 80.0      | 93.1      | 195.4   | 10      |
| Ян Коваль  | Великий трамлін     | 102.0     | 89.7      | 93.0      | 74.6      | 164.3   | 37      |
| Пйотр Фіяс | Великий трамлін     | 107.5     | 99.9      | 102.0     | 92.7      | 192.6   | 13      |

## Ковзанярський спорт
Чоловіки
| Дисципліна | Спортсмен   | Час     | Місце |
| ---------- | ----------- | ------- | ----- |
| 500 м      | Єжи Домінік | 37.83   | 25    |
| 1000 м     | Єжи Домінік | 1:16.16 | 28    |
| 1500 м     | Єжи Домінік | 1:59.03 | 36    |

Жінки
| Дисципліна | Спортсмен         | Час     | Місце |
| ---------- | ----------------- | ------- | ----- |
| 500 м      | Ервіна Риш-Ференс | 41.38   | 19    |
| 500 м      | Зофйа Токарчик    | 41.37   | 18    |
| 1000 м     | Зофйа Токарчик    | 1:21.80 | 13    |
| 1000 м     | Ервіна Риш-Ференс | 1:21.44 | 10    |
| 1500 м     | Зофйа Токарчик    | 2:08.54 | 17    |
| 1500 м     | Ервіна Риш-Ференс | 2:04.68 | 7     |
| 3000 м     | Ервіна Риш-Ференс | 4:22.59 | 5     |
| 5000 м     | Ервіна Риш-Ференс | 7:50.43 | 21    |